# Halluzination

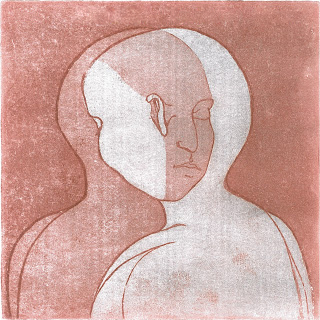
Künstlerische Darstellung einer für Schizophrenie typischen Halluzination

Unter Halluzination (von lateinisch alucinatio ‚Träumerei‘) versteht man eine Wahrnehmung, für die keine nachweisbare externe Reizgrundlage vorliegt. Solche Wahrnehmungen können in jedem Sinnesgebiet auftreten. Das bedeutet zum Beispiel, dass physikalisch nicht nachweisbare Objekte gesehen oder Stimmen gehört werden, ohne dass jemand spricht.
Bei einer Illusion hingegen wird ein real vorhandener Sachverhalt verändert wahrgenommen: Ein tatsächlich vorhandener feststehender Gegenstand scheint sich zu bewegen oder in irregulären Mustern werden scheinbar Gesichter erkennbar.

## Definition
Eine Halluzination hat per definitionem für den Halluzinierenden Realitätscharakter bzw. kann nicht von der Realität unterschieden werden. Im Gegensatz dazu merkt die Person bei einer Pseudohalluzination, dass es sich nicht um eine reale Wahrnehmung handelt.
Von der Halluzination zu unterscheiden ist die Wahnwahrnehmung. Dabei wird einer realen, also auch von anderen nachzuvollziehenden Wahrnehmung eine wahnhafte Bedeutung zugemessen. Ein Beispiel hierfür wäre, dass jemand fest davon überzeugt ist, dass das Läuten einer Kirchenglocke ein Signal an seine Verfolger darstellt, ihn jetzt zu ergreifen.

## Mögliche Ursachen
Ursachen von Halluzinationen können sein:
- neurologisch bedingte Wahrnehmungsstörungen
- psychische Störungen wie Psychosen, beispielsweise durch
  - Entzug von Rauschmitteln, wie z. B. das durch Alkoholkonsum hervorgerufene Delirium tremens
  - andere krankhafte Veränderungen des Gehirns
- chemische Verbindungen (Halluzinogene)
- Schlafentzug
- Fieber

Ursachen von Pseudohalluzinationen können sein:
- chemische Verbindungen (Halluzinogene bzw. Psychedelika wie etwa LSD, Psilocybin und DMT).

Visuelle Halluzinationen können strukturiert (Objekte, Menschen) oder unstrukturiert (Licht, geometrische Figuren) auftreten. Als Folgen neurologischer Störungen können sie beispielsweise durch eine irritierende Läsion der antechiasmatischen Bahn, durch ein Anfallsleiden wie Epilepsie, im Rahmen einer Migräneaura, oder bei Ausbleiben physiologischer Reize in der Sehrinde nach Läsion afferenter Nervenbahnen. Visuelle Pseudohalluzinationen aufgrund spontaner Entladung verbliebener intakter Nervenzellen können während der Aus- oder Rückbildung einer Hemianopsie auftreten. Die Untersuchungen werden auf eine Retinopathie, eine Neuropathie des Sehnervs, eine chiasmale oder retrochiasmale Läsion oder eine bilaterale antechiasmale Läsion (Charles-Bonnet-Syndrom) ausgerichtet. Da die meisten Patienten ihre Symptome nicht spontan äußern, ist eine Anamneseerhebung unerlässlich.

## Arten von Halluzinationen
Bei optischen Halluzinationen kommt es zur Wahrnehmung nicht vorhandener Objekte. Am häufigsten sind kleine und bewegliche Objekte, deren Wahrnehmung dann meist sehr angstvoll erlebt wird. Dies kommt beispielsweise im Rahmen eines Deliriums vor. Teilweise werden auch ganze Szenen erlebt. Dual System Experience (zweigleisige Erfahrung) bezeichnet eine Doppelwahrnehmung in extremen Gegensätzen, wie hell und dunkel.
Bei akustischen Halluzinationen, die beispielsweise bei an Schizophrenie Erkrankten häufig sind, hören die Betroffenen oft Stimmen, die die Person beschimpfen, das Tun kommentieren, miteinander dialogisieren und/oder Befehle geben (imperative Stimmen).
Olfaktorische (den Geruch betreffend: Phantosmie) und gustatorische Halluzinationen (den Geschmack betreffend) werden häufig bei Patienten mit wahnhaften Vergiftungsängsten etwa im Rahmen einer schizophrenen Psychose diagnostiziert.
Zönästhesien sind Sinnestäuschungen aus dem Bereich der Körperwahrnehmung (Körperhalluzinationen). Im engeren Sinne haben sie nicht den Charakter des von außen Gemachten, im weiteren Sinne jedoch sehr wohl.
Unter hypnagogen Halluzinationen versteht man optische und akustische Sinnestäuschungen im Halbschlaf beim Einschlafen. Sie kommen auch bei psychisch Gesunden vor, wie überhaupt Halluzinationen in Situationen wie Meditationen als normal anzusehen sind. Im Bereich der Hypnose wird von negativen Halluzinationen gesprochen, wenn ein äußerer Reiz in Trance nicht mehr gesehen, gehört oder gespürt wird. „Negativ“ beschreibt hier wertneutral den Umstand, dass etwas nicht mehr wahrgenommen wird.
Halluzinogene rufen trotz ihrer Bezeichnung meist eher Pseudohalluzinationen (siehe auch Modellpsychose) oder Illusionen hervor als echte Halluzinationen.

## Halluzinationen bei Epilepsie
Im Zusammenhang mit Epilepsie kann es zu Halluzinationen kommen. Je nach Art der Halluzination und Erfahrung der Halluzinierenden werden diese als solche erkannt, oder nicht. Halluzinationen von Musik oder Stimmen können beispielsweise mit etwas Erfahrung als solche anhand der Reinheit des Klangs bzw. anhand des Fehlens von Störgeräuschen erkannt werden. Eine Sonderform ist die musikalische Halluzinose.

## Behandlung
Bei der Behandlung von Halluzinationen und anderer Positivsymptome wie Wahn werden häufig antipsychotische Medikamente angewendet.  Laut Meta-Analysen kann die Stärke von Halluzinationen auch durch kognitive Verhaltenstherapie und Metakognitives Training reduziert werden.